# Championnats du monde de natation en petit bassin 2004
Navigation
Édition 2002 Édition 2006
Les 7es championnats du monde de natation en petit bassin se sont déroulés à Indianapolis (États-Unis) du 7 au 10 octobre 2004.
Les 40 épreuves se sont déroulées dans la salle omnisports du Conseco Fieldhouse où, pour l'occasion, un bassin provisoire de 25 mètres avait été installé.

## Tableau des médailles

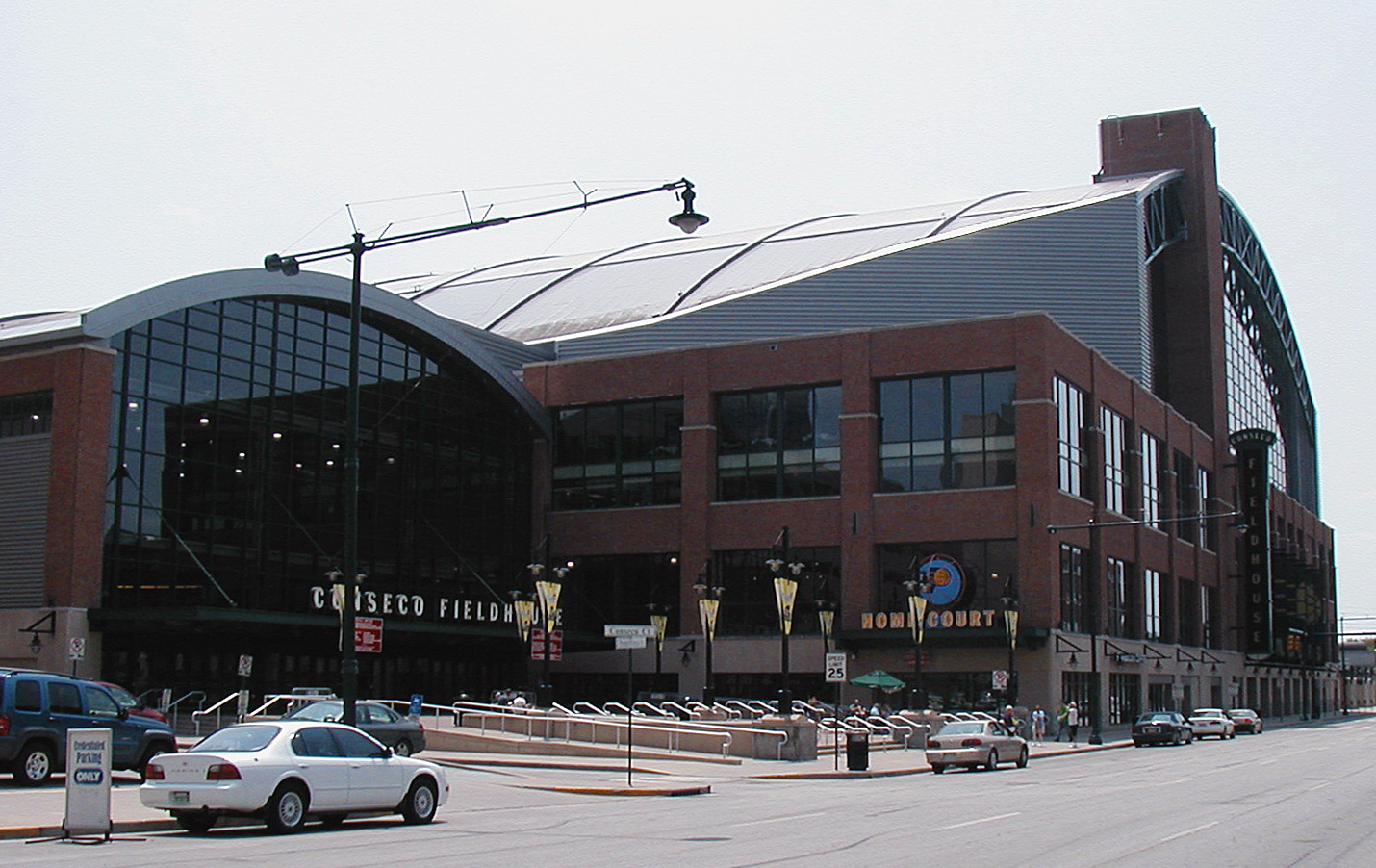
Le Conseco Fieldhouse

| Rang | Pays              | Médaille d'or | Médaille d'argent | Médaille de bronze | Total |
| 1    | États-Unis        | 21            | 10                | 10                 | 41    |
| 2    | Australie         | 7             | 15                | 7                  | 29    |
| 3    | Royaume-Uni       | 2             | 3                 | 0                  | 5     |
| 4    | Russie            | 2             | 0                 | 0                  | 2     |
| 5    | Suède             | 1             | 4                 | 4                  | 9     |
| 6    | Brésil            | 1             | 1                 | 3                  | 5     |
| 7    | Allemagne         | 1             | 1                 | 1                  | 3     |
| 8    | Japon             | 1             | 0                 | 1                  | 2     |
| 8    | Pays-Bas          | 1             | 0                 | 1                  | 2     |
| 8    | Slovaquie         | 1             | 0                 | 1                  | 2     |
| 8    | Slovénie          | 1             | 0                 | 1                  | 2     |
| 8    | Tunisie           | 1             | 0                 | 1                  | 2     |
| 13   | Chine             | 0             | 2                 | 1                  | 3     |
| 14   | Canada            | 0             | 1                 | 3                  | 4     |
| 15   | Roumanie          | 0             | 1                 | 1                  | 2     |
| 16   | Algérie           | 0             | 1                 | 0                  | 1     |
| 16   | Italie            | 0             | 1                 | 0                  | 1     |
| 18   | Kazakhstan        | 0             | 0                 | 2                  | 2     |
| 19   | Croatie           | 0             | 0                 | 1                  | 1     |
| 19   | Nouvelle-Zélande  | 0             | 0                 | 1                  | 1     |
| #    | 20 pays médaillés | 40            | 40                | 41                 | 121   |

## Podiums

### Hommes
| Épreuves             | Or                                                                | Or               | Argent                                                                | Argent         | Bronze                                                                   | Bronze         |
| -------------------- | ----------------------------------------------------------------- | ---------------- | --------------------------------------------------------------------- | -------------- | ------------------------------------------------------------------------ | -------------- |
| Nage libre           |                                                                   |                  |                                                                       |                |                                                                          |                |
| 50 m                 | Mark Foster                                                       | 21 s 58          | Stefan Nystrand                                                       | 21 s 66        | Nick Brunelli Nicholas Santos                                            | 21 s 71        |
| 100 m                | Jason Lezak                                                       | 47 s 97          | Salim Iles                                                            | 48 s 07        | Rick Say                                                                 | 48 s 30        |
| 200 m                | Michael Phelps                                                    | 1 min 43 s 59    | Rick Say                                                              | 1 min 44 s 39  | Ryan Lochte                                                              | 1 min 44 s 97  |
| 400 m                | Yuri Prilukov                                                     | 3 min 40 s 79    | Chad Carvin                                                           | 3 min 43 s 77  | Justin Mortimer                                                          | 3 min 44 s 70  |
| 1500 m               | Yuri Prilukov                                                     | 14 min 39 s 16   | Simone Ercoli                                                         | 14 min 53 s 89 | Dragos Coman                                                             | 14 min 56 s 74 |
| Papillon             |                                                                   |                  |                                                                       |                |                                                                          |                |
| 50 m                 | Ian Crocker                                                       | 22 s 71 RM       | Mark Foster                                                           | 23 s 22        | Duje Draganja                                                            | 23 s 26        |
| 100 m                | Ian Crocker                                                       | 50 s 18 RC       | James Hickman                                                         | 51 s 13        | Peter Mankoc                                                             | 51 s 66        |
| 200 m                | James Hickman                                                     | 1 min 53 s 41    | Ioan Gherghel                                                         | 1 min 54 s 06  | Wu Peng                                                                  | 1 min 54 s 51  |
| Dos                  |                                                                   |                  |                                                                       |                |                                                                          |                |
| 50 m                 | Thomas Rupprath                                                   | 23 s 51          | Matthew Welsh                                                         | 23 s 60        | Peter Marshall                                                           | 23 s 93        |
| 100 m                | Aaron Peirsol                                                     | 50 s 72          | Matthew Welsh                                                         | 51 s 04        | Thomas Rupprath                                                          | 51 s 20        |
| 200 m                | Aaron Peirsol                                                     | 1 min 50 s 52 RM | Matthew Welsh                                                         | 1 min 52 s 54  | Arkady Vyatchanin                                                        | 1 min 54 s 20  |
| Brasse               |                                                                   |                  |                                                                       |                |                                                                          |                |
| 50 m                 | Brendan Hansen                                                    | 26 s 86          | Brenton Rickard                                                       | 27 s 09        | Stefan Nystrand                                                          | 27 s 28        |
| 100 m                | Brendan Hansen                                                    | 58 s 45          | Brenton Rickard                                                       | 58 s 64        | Vladislav Polyakov                                                       | 59 s 07        |
| 200 m                | Brendan Hansen                                                    | 2 min 4 s 98 RC  | Brenton Rickard                                                       | 2 min 8 s 34   | Vladislav Polyakov                                                       | 2 min 8 s 36   |
| 4 nages              |                                                                   |                  |                                                                       |                |                                                                          |                |
| 100 m                | Peter Mankoc                                                      | 52 s 66 RC       | Thomas Rupprath                                                       | 53 s 35        | Thiago Pereira                                                           | 53 s 75        |
| 200 m                | Thiago Pereira                                                    | 1 min 55 s 78    | Ryan Lochte                                                           | 1 min 55 s 86  | Oussama Mellouli                                                         | 1 min 56 s 23  |
| 400 m                | Oussama Mellouli                                                  | 4 min 7 s 02     | Robin Francis                                                         | 4 min 8 s 06   | Eric Shanteau                                                            | 4 min 8 s 94   |
| Relais               |                                                                   |                  |                                                                       |                |                                                                          |                |
| 4 × 100 m nage libre | États-Unis Nick Brunelli Neil Walker Nate Dusing Jason Lezak      | 3 min 9 s 96     | Brésil César Cielo Thiago Pereira Christiano Santos Nicholas Santos   | 3 min 12 s 73  | Canada Mike Mintenko Mattew Rose Adam Sioui Rick Say                     | 3 min 13 s 62  |
| 4 × 200 m nage libre | États-Unis Ryan Lochte Chad Carvin Daniel Ketchum Justin Mortimer | 7 min 3 s 71     | Australie Nicholas Sprenger Andrew Mewing Brendan Huges Joshua Krogh  | 7 min 3 s 78   | Brésil Rodrigo Castro Thiago Pereira Rafael Mosca Lucas Salatta          | 7 min 6 s 64   |
| 4 × 100 m 4 nages    | États-Unis Aaron Peirsol Brendan Hansen Ian Crocker Jason Lezak   | 3 min 25 s 09 RM | Australie Matthew Welsh Brenton Rickard Andrew Richards Andrew Mewing | 3 min 29 s 72  | Russie Arkady Vyatchanin Andrey Ivanov Nikolay Skvortsov Andrey Kapralov | 3 min 32 s 11  |

### Femmes
| Épreuves             | Or                                                                     | Or               | Argent                                                                         | Argent        | Bronze                                                               | Bronze        |
| -------------------- | ---------------------------------------------------------------------- | ---------------- | ------------------------------------------------------------------------------ | ------------- | -------------------------------------------------------------------- | ------------- |
| Nage libre           |                                                                        |                  |                                                                                |               |                                                                      |               |
| 50 m                 | Marleen Veldhuis                                                       | 24 s 41          | Libby Lenton                                                                   | 24 s 54       | Therese Alshammar                                                    | 24 s 63       |
| 100 m                | Libby Lenton                                                           | 52 s 67          | Josefin Lillhage                                                               | 53 s 56       | Marleen Veldhuis                                                     | 53 s 88       |
| 200 m                | Josefin Lillhage                                                       | 1 min 56 s 35    | Lindsay Benko                                                                  | 1 min 56 s 48 | Dana Vollmer                                                         | 1 min 58 s 05 |
| 400 m                | Kaitlin Sandeno                                                        | 4 min 2 s 01     | Sara McLarty                                                                   | 4 min 4 s 49  | Sachiko Yamada                                                       | 4 min 4 s 64  |
| 800 m                | Sachiko Yamada                                                         | 8 min 18 s 21    | Kate Ziegler                                                                   | 8 min 20 s 55 | Melissa Gorman                                                       | 8 min 25 s 38 |
| Papillon             |                                                                        |                  |                                                                                |               |                                                                      |               |
| 50 m                 | Jenny Thompson                                                         | 25 s 89          | Anna-Karin Kammerling                                                          | 26 s 02       | Libby Lenton                                                         | 26 s 53       |
| 100 m                | Martina Moravcova                                                      | 57 s 38          | Rachel Komisarz                                                                | 57 s 85       | Jenny Thompson                                                       | 58 s 13       |
| 200 m                | Kaitlin Sandeno                                                        | 2 min 6 s 95     | Mary Descenza                                                                  | 2 min 7 s 79  | Audrey Lacroix                                                       | 2 min 8 s 35  |
| Dos                  |                                                                        |                  |                                                                                |               |                                                                      |               |
| 50 m                 | Haley Cope                                                             | 27 s 49          | Gao Chang                                                                      | 27 s 55       | Sophie Edington                                                      | 28 s 17       |
| 100 m                | Haley Cope                                                             | 59 s 03          | Gao Chang                                                                      | 59 s 61       | Sophie Edington                                                      | 59 s 64       |
| 200 m                | Margaret Hoelzer                                                       | 2 min 5 s 04     | Tayliah Zimmer                                                                 | 2 min 8 s 05  | Melissa Ingram                                                       | 2 min 8 s 54  |
| Brasse               |                                                                        |                  |                                                                                |               |                                                                      |               |
| 50 m                 | Brooke Hanson                                                          | 30 s 20          | Jade Edmistone                                                                 | 30 s 21       | Tara Kirk                                                            | 30 s 61       |
| 100 m                | Brooke Hanson                                                          | 1 min 5 s 36 RC  | Jade Edmistone                                                                 | 1 min 5 s 97  | Tara Kirk                                                            | 1 min 6 s 33  |
| 200 m                | Brooke Hanson                                                          | 2 min 21 s 68    | Amanda Beard                                                                   | 2 min 22 s 53 | Sarah Katsoulis                                                      | 2 min 22 s 97 |
| 4 nages              |                                                                        |                  |                                                                                |               |                                                                      |               |
| 100 m                | Brooke Hanson                                                          | 1 min 0 s 01     | Shayne Reese                                                                   | 1 min 0 s 92  | Martina Moravcova                                                    | 1 min 0 s 95  |
| 200 m                | Brooke Hanson                                                          | 2 min 9 s 81     | Lara Carroll                                                                   | 2 min 10 s 58 | Katie Hoff                                                           | 2 min 10 s 61 |
| 400 m                | Kaitlin Sandeno                                                        | 4 min 30 s 12    | Katie Hoff                                                                     | 4 min 33 s 09 | Lara Carroll                                                         | 4 min 35 s 46 |
| Relais               |                                                                        |                  |                                                                                |               |                                                                      |               |
| 4 × 100 m nage libre | États-Unis Amanda Weir Kara Lynn Joyce Lindsay Benko Jenny Thompson    | 3 min 35 s 07    | Suède Josefin Lillhage Anna-Karin Kammerling Johanna Sjöberg Therese Alshammar | 3 min 35 s 83 | Australie Libby Lenton Louise Tomlinson Danni Miatke Shayne Reese    | 3 min 36 s 18 |
| 4 × 200 m nage libre | États-Unis Dana Vollmer Rachel Komisarz Lindsay Benko Kaitlin Sandeno  | 7 min 47 s 72    | Australie Libby Lenton Danni Miatke Louise Tomlinson Shayne Reese              | 7 min 51 s 39 | Suède Ida Mattsson Johanna Sjöberg Josefin Lillhage Petra Granlund   | 7 min 54 s 39 |
| 4 × 100 m 4 nages    | Australie Sophie Edington Brooke Hanson Jessicah Schipper Libby Lenton | 3 min 54 s 95 RM | États-Unis Haley Cope Tara Kirk Jenny Thompson Kara Lynn Joyce                 | 3 min 55 s 68 | Suède Therese Svendsen Sara Larsson Johanna Sjöberg Josefin Lillhage | 4 min 1 s 76  |

## Légende
- RM : record du monde
- RC : record des championnats du monde